# Beata Teresa de Portugal
D. Teresa Sanches de Portugal, O.S.B., (Coimbra, 4 de outubro de 1176 - Lorvão, 18 de junho de 1250) também chamada ao tempo de Tarasia ou Tareja, e mais tarde, a Infanta-Rainha ou Rainha Santa Teresa, era a filha mais velha do rei D. Sancho I de Portugal, e esposa de Afonso IX de Leão.

## Rainha de Leão
Teresa foi mãe de três filhos de Afonso (D. Sancha, D. Dulce e D. Fernando), mas devido ao facto de serem primos, o casamento foi declarado inválido; Teresa regressou então a Portugal, ao Lorvão, onde viria a fundar um convento beneditino ao qual se recolheu; pouco tempo mais tarde, transformou o mosteiro em abadia cisterciense, com mais de trezentas freiras.

## Querelas com D. Afonso II de Portugal, seu irmão
Por morte de D. Sancho I de Portugal, D. Teresa deveria receber, segundo as disposições testamentárias do pai, o castelo de Montemor-o-Velho, com o resto do termo da vila, e todos os rendimentos aí produzidos, podendo usar o título de rainha enquanto senhora desse mesmo castelo.

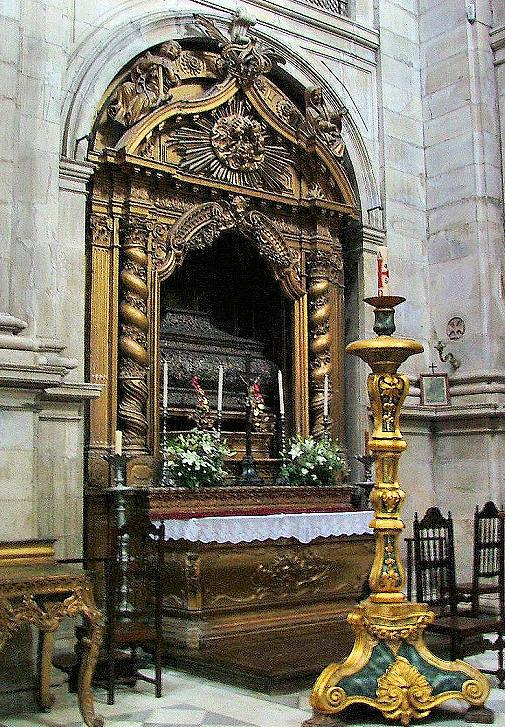
O túmulo da Beata Teresa de Portugal exposto na Igreja do Mosteiro do Lorvão.

Isto gerou uma luta com seu irmão D. Afonso II de Portugal, que desejando centralizar o poder, obstou à prossecução do testamento do pai, impedindo a infanta-rainha de receber os títulos e os réditos a que tinha direito - de facto, sendo casada com o rei de Leão, temia Afonso II que esta pudesse passar aos herdeiros o vasto património que o testamento lhe legava, criando assim um problema à soberania do rei de Portugal e dividindo quase o país ao meio.
O testamento previa também terras e castelos para as suas irmãs D. Sancha e D. Mafalda, tendo-se formado um partido de nobres afectos às infantas, liderado pelo infante D. Pedro (que se acolheu a Leão sob a protecção de Teresa e tomou algumas praças transmontanas), mas que acabaria por sair derrotado; só com a morte de Afonso II, o seu filho Sancho II resolveu o problema, concedendo os rendimentos dos castelos às tias, nomeando os seus alcaides de entre os nomes que estas propusessem, pedindo-lhes apenas que renunciassem ao título de rainhas - assim se estabeleceu enfim a paz no reino, em 1223.

## Fim da vida
Em 1230, D. Afonso morreu depois de ter tido cinco filhos da sua segunda esposa, Berengária de Castela. Este segundo casamento foi também anulado devido a consanguinidade. Assim, os filhos de ambos os casamentos viriam a disputar a coroa (até porque Afonso deserdara o primogénito do seu segundo casamento, e legara o reino às duas filhas que tivera de D. Teresa). Teresa interveio e permitiu que Fernando III de Castela assumisse o trono leonês.
Após esta querela dinástica, D. Teresa retornou ao Mosteiro de Lorvão e finalmente tomou os votos conventuais após anos de vivência como monja. Aí morreu em 18 de junho de 1250 de causas naturais.

## Beatificação
Em 13 de Dezembro de 1705, D. Teresa foi beatificada pelo Papa Clemente XI, através da bula Sollicitudo Pastoralis Offici, juntamente com a sua irmã Sancha.

## Bibliografía
- Fernandes Marques, Maria Alegria (2008). Estudos sobre a Ordem de Cister em Portugal. Coímbra: Estudos da Faculdade de Letras da Universidade de Coimbra. ISBN 972-772-019-6
- Mattoso, José (2014). D. Afonso Henriques 2ª ed. Lisboa: Temas e Debates. ISBN 978-972-759-911-0
- Rodrigues Oliveira, Ana (2010). Rainhas medievais de Portugal. Dezassete mulheres, duas dinastias, quatro séculos de História. Lisboa: A esfera dos livros. ISBN 978-989-626-261-7